# Dryopteris tsutsuiana
Dryopteris tsutsuiana är en träjonväxtart som beskrevs av Kurata. Dryopteris tsutsuiana ingår i släktet Dryopteris och familjen Dryopteridaceae. Inga underarter finns listade.